# Zalaszentmárton
Zalaszentmárton è un comune dell'Ungheria di 74 abitanti (dati 2001). È situato nella contea di Zala.